# Tricentrus compressus
Tricentrus compressus är en insektsart som beskrevs av Ananthasubramanian 1980. Tricentrus compressus ingår i släktet Tricentrus och familjen hornstritar. Inga underarter finns listade i Catalogue of Life.